# Diecezja Porto-Santa Rufina
Diecezja Porto-Santa Rufina (łac. Diœcesis Portuensis-Sanctæ Rufinæ) – diecezja Kościoła rzymskokatolickiego we Włoszech, a dokładniej w Lacjum. Jest jedną z diecezji suburbikarnych, co w praktyce oznacza, iż posiada równocześnie zwykłego biskupa diecezjalnego (od lutego 2022 bp Gianrico Ruzza) oraz biskupa tytularnego z grona kardynałów biskupów (od maja 2020 Beniamino Stella). Została ustanowiona w III wieku jako diecezja Porto. W roku 1119 połączyła się z diecezją Santa Rufina, która to stolica została dopisana do jej nazwy. Dzisiejszy zapis nazwa diecezji uzyskała w roku 1986, gdy przeprowadzono korektę o charakterze interpunkcyjnym.
Od 12 lutego 2022 diecezja pozostaje w unii in persona episcopi z diecezją Civitavecchia-Tarquinia. Obie administratury posiadają wspólnego biskupa diecezjalnego, jednak zachowały odrębne kurie i katedry.
Siedzibą diecezji jest Rzym, zaś w skład jej terytorium wchodzi zarówno część dzielnic włoskiej stolicy, jak i kilka gmin położonych pod Rzymem. Od 1950 jej katedrą jest kościół Sacri Cuori di Gesù e Maria, znajdujący się na terenie XX dzielnicy Rzymu, w północnej części miasta.